# Ти є...
«Ти є...» — російський художній фільм 1993 р. режисера Володимира Макеранця за повістю Вікторії Токарєвої «Я є. Ти є. Він є.».

## Сюжет
Героїня фільму Анна одна виростила сина. У неї маса переваг: вона невибаглива, проста, приваблива, знає французьку мову і працює на улюбленій роботі. Її любить красивий і багатий чоловік. Жити б та жити.
Але її син приводить у дім невістку, сироту, і рішуче відстоює свої права на сімейне життя.
Розгорається конфлікт батьків і дітей. Син з дружиною потрапляють в автокатастрофу, і ненависна невістка стає інвалідом. Невиліковно хвору дівчину викликається вилікувати літній лікар — травник. Але лікування непроста, а син Анни, через зайнятість на роботі, просить матір допомогти. Ганні доводиться зібрати свою волю і сили, щоб перемогти хворобу невістки, перемагаючи в першу чергу саму себе. Не помічаючи того, Ганна змінюється.

## У ролях
- Юрій Алексєєв
- Анна Каменкова — Анна
- Вадим Любшин
- Інга Ільм — Іра
- Регімантас Адомайтіс
- Тетяна Лютаєва
- Наталія Ковальова
- Наталія Потапова
- Іван Краско